# Rbb24 Inforadio
rbb24 Inforadio (bis 27. März 2022: Inforadio) ist ein in Berlin und Brandenburg verbreiteter öffentlich-rechtlicher Nachrichtensender mit Sitz in Berlin.

## Geschichte

Logo bis 27. März 2022

Das Inforadio ging am 28. August 1995 als Kooperationsmodell von ORB und SFB auf Sendung und gehört heute zum Rundfunk Berlin-Brandenburg (RBB). Vorbild war der Informationskanal des Bayerischen Rundfunks, BR24.
Inforadio sendet live Nachrichten mit Wetter- und Verkehrsservice im 20-Minuten-Takt. Immer vor den Nachrichten gibt es abwechselnd das Wichtigste aus Sport, Wirtschaft und Kultur. Dazwischen werden Interviews, Hintergrundberichte und Kommentare gesendet – in Randzeiten, in der Nacht und am Wochenende auch längere Diskussionen und Sportübertragungen (z. B. Fußball-Bundesliga). In letzter Zeit bilden politische Themen einen Schwerpunkt, u. a. im „Polittalk aus der Hauptstadt“ von Inforadio und der Süddeutschen Zeitung mit Unterstützung der Bertelsmann Stiftung. Von 22 bis 6 Uhr wird das Programm der ARD-Infonacht ausgestrahlt.
Die Nachrichten werden parallel im Internet in Textform angeboten, zahlreiche Berichte auch als Audiodatei. Darüber hinaus bietet Inforadio zahlreiche Podcasts an, u. a. in der ARD-Audiothek. Als Livestream ist Inforadio weltweit zu empfangen.
Das Hörfunkprogramm wird produziert und gesendet vom RBB in Berlin, im Haus des Rundfunks. Die Studios und der Hauptredaktionsraum befanden sich mehr als zwölf Jahre in den beiden Etagen des früheren Informationspavillons des RBB-Fernsehzentrums. Diese Räume reichten jedoch nicht mehr aus, sodass im Hof des Hauptkomplexes neue Redaktionsräume und Studios für Inforadio gebaut wurden. Dort wurde der Sendebetrieb am 18. April 2008 aufgenommen. Die Radiowerbung, wird von der „media sales & services GmbH“ vertrieben, einem Unternehmen der „rbb media GmbH“ in Berlin, und in Tonstudios hergestellt, die auch für die Sprecher, die Musikkomposition, das Sounddesign und die Tonmischung verantwortlich sind.
Programmchef war von März 2013 bis März 2021 David Biesinger. Am 1. April 2021 wurde Stephanie Pieper die Programmchefin.
Der Claim von Inforadio lautet: „Wir lieben das Warum.“ Die Zielgruppe sind „gebildete, informationsinteressierte Hörer zwischen 20 und 59 Jahren“.
Seit dem 25. März 2022 heißt der Sender online rbb24 Inforadio. Im linearen Hörfunkprogramm wurde der neue Name am 28. März 2022 eingeführt.

## Frequenzen

Früheres Logo des Senders

### Terrestrisch

#### UKW
- Berlin/Havelland 93,1 MHz
- Lausitz 93,4 MHz (teilweise sorbische Programme des rbb-Studios Cottbus und des MDR-Studios Bautzen)
- Oderland 102,0 MHz
- Perleberg 92,3 MHz
- Pritzwalk 94,2 MHz
- Wittstock 87,7 MHz
- Prenzlau 98,6 MHz
- Lübben 92,9 MHz
- Raum Cottbus 99,9 MHz

#### DAB+
- Berliner Fernsehturm: Kanal 7D mit 10 kW
- Berlin-Scholzplatz: Kanal 10B mit 25 kW und 7D mit 10 kW
- Frankfurt/Oder: Kanal 10B mit 10 kW
- Pritzwalk: Kanal 10B mit 10 kW
- Cottbus-Stadt: Kanal 10B mit 1 kW
- Calau: Kanal 10B mit 10 kW
- Casekow: Kanal 10B mit 10 kW
- Templin: Kanal 10B mit 5 kW
- Belzig: Kanal 10B mit 10 kW

### Kabel
- Berlin 92,05 MHz
- Potsdam 104,50 MHz
- Dresden 92,75 MHz

### Internet
- Inforadio Livestream